# 塞梅-波吉
6°22′N 2°37′E / 6.367°N 2.617°E
塞梅-波吉（法語：Sèmè-Kpodji），是貝寧的城鎮，位於該國東南部，由韋梅省負責管轄，面積250平方公里，海拔高度43米，2013年該城鎮人口224,207，人口密度每平方公里897人。